# Cahto
Le cahto, ou kato, est une langue athapascane aujourd’hui éteinte, anciennement parlée par les Cahtos en Californie aux États-Unis d’Amérique.